# Motorisk hyperaktivitet
Motorisk hyperaktivitet eller hyperkinesi, är en form av dyskinesi som yttrar sig i att kroppen rör sig ovanligt mycket, som regel av psykiska skäl eller till följd av att ett organ är dysfunktionellt.
Motorisk hyperaktivitet kan vara ett symtom på kataton schizofreni, bipolär sjukdom (under manifasen), och hyperaktivitetsstörningar (ADHD, ADD med mera). Autonom hyperaktivitet kan som motsats ske under sömn och tyda på nattskräck och mardrömmar.
Diagnosen förebådade senare symptomdiagnoser som MBD, DAMP och den samtida ADHD.

## Kritik
Peter Conrad menade 1975 på att medikaliseringen av hyperkinesi var ett steg i medikaliseringen av antisocialt beteende.